# Automolis abyssinibia
Automolis abyssinibia là một loài bướm đêm thuộc phân họ Arctiinae, họ Erebidae.